# Enūma eliš

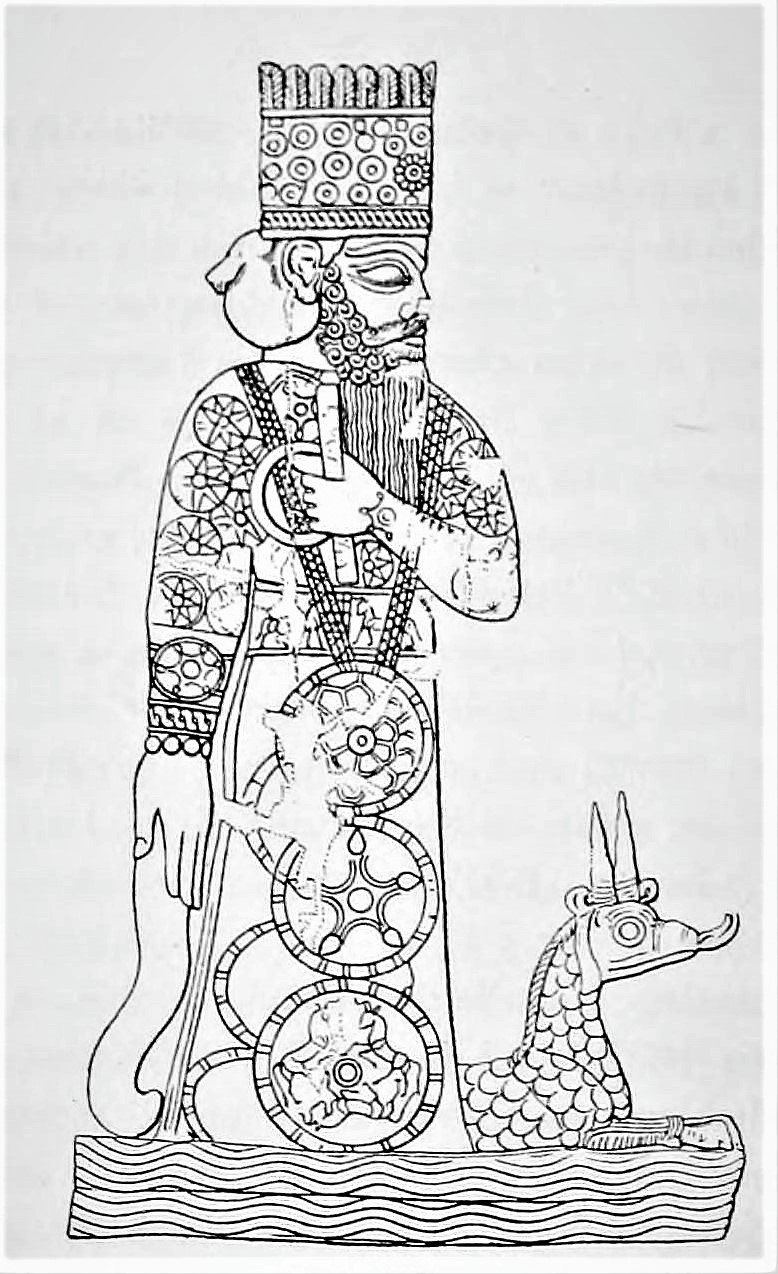
Marduk, dio poliade di Babilonia, in una immagine proveniente da un sigillo cilindrico in lapislazzuli risalente al IX secolo a.C., e dedicato al dio dal re babilonese Marduk-zâkir-šumi I (regno: c. 854-819 a.C.). Secondo l'iscrizione che accompagna il manufatto, esso doveva comporsi in oro ed essere appeso alla statua del dio posta nel tempio di Marduk, l'Esagila, a Babilonia. Fu rinvenuto nei resti di una casa di un artigiano di monili del periodo partico. Marduk è qui accompagnato dal serpente-drago con corna Mušḫuššu (lett. "Serpente terribile"). Con la mano sinistra regge il listello e la corda, strumenti della giustizia. Il suo corpo è adornato da simboli astrali.

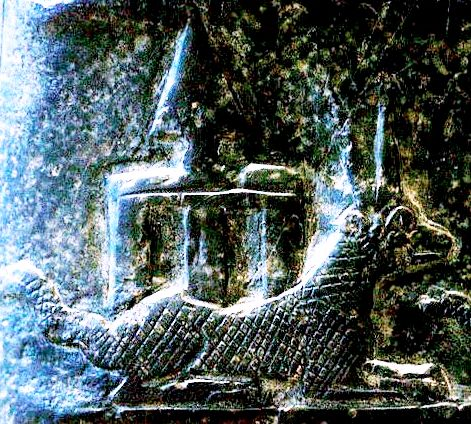
Particolare di un kudurru in calcare del re cassita Meli-Šipak II (XII sec. a.C.), raffigurante un serpente-drago con corna (Mušḫuššu, lett. "Serpente terribile") e una vanga appuntita (marru), simboli del dio Marduk (conservata al Museo del Louvre di Parigi).

L'Enūma eliš (in italiano "Quando in alto"; in cuneiforme accadico: 𒂊𒉡𒈠𒂊𒇺) è un poema teogonico e cosmogonico, in lingua accadica, appartenente alla tradizione religiosa babilonese, che tratta in particolar modo del mito della creazione, la teomachia che diede origine al mondo come lo conosciamo, e le imprese del dio Marduk, divinità poliade della città di Babilonia (Babylōnía, greco antico; in accadico Bābilāni, da Bāb-ili che rende l'antico nome sumerico KA2.DINGIR.RA, col significato di "Porta del Dio", la città amorrea fondata nel XIX secolo a.C.).
L'Enūma eliš veniva recitato, o forse cantato, durante l'Akītu (in sumerico: A2.KI.TI, cuneiforme 𒀉𒆠𒋾, col significato di "forza che fa rivivere il mondo"; nome sumerico della festività, anche Zagmuk), la festa di inizio del nuovo anno di Babilonia, segnatamente il quarto giorno degli undici prescritti, nel mese di Nisān (Nissanu).

## Origine del poema e sua datazione
L'opera risale al periodo di Nabucodonosor I di Babilonia (Nabû-kudurrī-uṣur I, XII a.C.; secondo la cronologia media), il re più noto della Seconda dinastia di Isin.
(Jean Bottéro e Samuel Noah Kramer, Uomini e dèi della Mesopotamia, Milano, Mondadori, 2012, p.641)
(Giovanni Pettinato. Mitologia assiro-babilonese, Torino, UTET, 2005, p.101)
Le origini dell'opera sono sconosciute (le versioni pervenute sono tutte tarde, del I millennio a.C.: in particolare, sono sopravvissute, tra le altre, copie assire dalla Biblioteca di Assurbanipal, ma anche copie degli studenti che si istruivano per diventare scribi). La sua scoperta è datata al 1875, grazie all'assiriologo britannico George Smith (1840-1876), peraltro il primo assiriologo a individuare il Poema di Atraḫasis.
Tuttavia Mario Liverani osserva come già nella Babilonia di Hammurabi (Ḫammurapi I) si sia avviata una riforma religiosa a vantaggio delle divinità astrali (come Šamaš, Adad o Ištar) con un ridimensionamento di quelle sumeriche; in tal senso la Babilonia si indirizza a far assurgere il suo dio poliade, Marduk, al vertice divino, tale ultima opera, tuttavia, «troverà piena attuazione solo con Nabucodonosor I, mezzo millennio dopo Hammurabi.».
(Mario Liverani, Antico Oriente, 2011, pp. 355-6)

## Le caratteristiche
L'Enūma eliš si compone di sette tavole di circa 150 versi ognuna per complessivi 1.100 versi circa. Da notare, elemento di grande rilievo, che tutte le copie giunte a noi corrispondono esattamente nella loro stesura sia nel testo che dal punto di vista grafico, il che denuncerebbe, secondo gli studiosi Jean Bottéro e Samuel Noah Kramer, la grande importanza che possedeva questa opera per la cultura religiosa babilonese. Di evidenza anche il fatto che quando gli scribi assiri riporteranno tale opera nelle loro versioni manterranno il testo inalterato, pur modificando il nome di Marduk, dio poliade di Babilonia, con Assur (Aššūr), dio poliade della omonima capitale assira.

## Il testo

### Tavola I

#### La teogonia: versi 1-20
I primi versi del poema (I, 1-9) sono:
(Tavola I, vv. 1-9)
All'origine di ogni cosa vi sono dunque due princìpi divini: Apsû e Tiāmat. Apsû (l'Abzu, ZU.AB, sumerico) è l'Abisso, le Acque dolci dell'Abisso, padre di tutto il Cosmo; Tiāmat è l'Acqua salata del mare, madre di tutto il Cosmo. Da questi due princìpi divini vengono ad essere gli altri dei. Questi dei, nel prosieguo della I Tavola, sono Laḫmu e Laḫamu, e mentre questi due dei primordiali crescono, ecco venire Anšar ("l'insieme del Cielo") e Kišar ("l'insieme della Terra"). Segue Anu (l'An sumerico, il dio Cielo), figlio di Anšar e Kišar, e a loro eguale. Anu genera Nudimudd ("Generatore degli uomini", inteso come appellativo di Ea, l'Enki sumerico), colui che controlla i suoi padri, più potente del padre di suo padre Anšar, non ha eguali tra i suoi fratelli.

#### I nuovi dei disturbano Apsû e Tiāmat, Apsû si prepara per ucciderli: versi 21-54
Gli dei generati da Tiāmat e Apsû disturbano i propri genitori con i loro rumori e le loro divine danze. Questi giovani dei portano scompiglio nell'Anduruna (anche Andurunna, lett. "dove abita il dio Anu", ovvero il Cosmo). Apsû convoca il proprio paggio Mummu e si reca da Tiāmat denunciando il proposito di uccidere i giovani dei. Tiāmat, pur disturbata anch'essa dal loro clamore, lo invita a riflettere sul fatto che non si può distruggere ciò che si è creato e lo invita a educarli con dolcezza. Mummu interviene spronando invece Apsû a uccidere i giovani dei, recuperando in questo modo la propria tranquillità e quindi il silenzio primordiale.

#### Ea, il dio figlio di Anu, uccide Apsû e si stabilisce nelle Acque abissali con la propria paredra Damkina, generando il dio Marduk: versi 55-84
È la teomachia più antica di cui abbiamo notizia. I giovani dei vengono a conoscenza delle intenzioni di Apsû e si ammutoliscono nella paura; ma tra questi, Ea, il più intelligente, predispone un incantesimo e recitandolo lo diffonde sulle acque, facendo così addormentare Apsû, quindi priva della corona e dello splendore divino (accadico: melammû; la radiosità terrificante che promana dalla figura divina mesopotamica) il dio primordiale e, dopo averlo costretto in catene, lo uccide. Quindi, Ea imprigiona il paggio di Apsû, Mummu. Compiute queste gesta, Ea stabilisce nelle Acque dell'Abisso la propria residenza, indicandole con lo stesso nome del dio primordiale che aveva appena ucciso: Apsû. Lì vive ora Ea con la propria paredra, Damkina.
E nell'Apsû, Ea e Damkina generano il dio Marduk:
(Tavola I, vv. 79-80. Traduzione Giovanni Pettinato)

#### La gloria di Marduk: versi 85-104
In questa parte della I Tavola viene esaltata la figura del nuovo dio, in particolare nella riga 92 (šu-uš-qu ma-'diš UGU-šú-nu a-tar mim-mu-šu) esso viene indicato come "superiore per le sue qualità agli altri [dei]". Quattro sono i suoi occhi e quattro gli orecchi, dalle sue labbra fuoriescono le fiamme. Di enormi fattezze e di incomparabile forza, il suo sguardo abbraccia ogni cosa, possiede lo "splendore" di dieci dei, cinquanta "terrori" sono raccolti in lui.

#### Marduk provoca con i quattro venti Tiāmat, la madre del Cosmo si prepara allo scontro: versi 105-162
Il padre Anu regala al divino Marduk i quattro venti che ha appena generato, il figlio li fa turbinare creando nuovamente scompiglio. Marduk spazientisce Tiāmat. Tiāmat è sconvolta, e alcuni dei le ricordano come non sia intervenuta mentre Ea uccideva Apsû e imprigionava Mummu, il suo paggio, e questo ha permesso la genesi dei venti e la sua solitudine. Quindi la invitano a liberarli da questo fardello. La progenitrice Tiāmat si decide per la guerra con gli dei che la sostengono. Quindi Ḫubur consegna loro armi terribili e inizia a generare draghi giganteschi rendendoli simili agli dei. Quindi genera undici differenti specie di creature mostruose: girtablullû (gli "uomini scorpione"), uridimmu (gli "uomini leone" o meglio "uomini cane feroce"), kulullû (gli "uomini pesce"), kusarikku (gli "uomini toro"), lahamu (gli "eroi pelosi"), ūmu dabrutū (le "tempeste terribili"), mušmahhu, ušumgallu e bašmu (tre differenti tipi di "serpente con corna"), mušhuššu (il "serpente-drago"), ugallu (i "demoni leone"). Tra i suoi figli divini, Tiāmat sceglie Kingu (anche Qingu) che pone a capo dell'armata, facendolo suo sposo (verso 155). Tiāmat pone quindi Kingu a capo di tutti gli dei, ponendo sul suo petto la "Tavola dei Destini" (accadico:  ṭup šīmātu; sumerico: DUB.NAM.(TAR).MEŠ. Verso 157: id-din-šum-ma ṭuppi šīmāti i-ra-tuš ú-šat-mi-ih), consegnandogli in questo modo la dignità che era di Anu (verso 159).

### Tavola II

#### Ea informato dei preparativi di Tiāmat, conferisce con il padre Anšar che lo invita a incontrare Tiāmat, ma Ea si ritira: versi 1-90
Il dio Ea viene a sapere dei preparativi di Tiāmat, infuriato si reca dal padre Anšar. Anšar gli risponde che l'unico responsabile della furia di Tiāmat è lui, Ea, che ha ucciso Apsû. Ea replica che non era a conoscenza di ciò che avrebbe causato, ma la morte di Apsû era stata determinata da precise circostanze. Anšar viene convinto dalle risposte di Ea e quindi lo invita a recarsi dalla progenitrice per calmarla con i suoi incantesimi. Ea si reca verso Tiāmat ma si rende subito conto che non è in grado di sconfiggerla con i suoi scongiuri, quindi torna da Anšar.

#### Dopo Ea, Anu tenta di sconfiggere Tiāmat: versi 91-136
Anšar convoca il proprio figlio, dio Cielo Anu, e lo invita a recarsi al cospetto di Tiāmat, ma anche Anu si rende conto che la potenza della dea madre del Cosmo è troppo grande per lui e si ritira. Tutti gli dei si ammutoliscono e nessuno vuole muovere contro Tiāmat.

#### Il figlio di Ea, il dio Marduk, su consiglio del padre si reca al cospetto di Anšar: versi 137-162
Ea convoca il figlio Marduk e lo invita a recarsi da Anšar, offrendosi contro Tiāmat. Anšar accetta l'offerta di Marduk rallegrandosi, e lo sprona a sconfiggere la dea madre. Marduk chiede, tuttavia, la convocazione dell'assemblea degli dei nell'Ubšukkinakku di modo che, in quella sede, gli sia concessa la regalità su tutti gli dei.

### Tavola III

#### Gli dei decidono di affidare il destino di gloria a Marduk: versi 1-138
Anšar invia il suo paggio Kaka al cospetto degli antichi dei Laḫmu e Laḫamu per metterli al corrente delle gravi vicende, ovvero l'odio di Tiāmat, e di alcuni dei con lei schierati, contro il restante mondo divino. Odio che era giunto a privare della dignità regale il padre Anu conferendola a Kingu, il generale delle schiere di Tiāmat. In cambio di questo servigio, Kaka ottiene una Tavoletta dei Destini. Gli dei riuniti nell'Ubšukkinakku si decidono quindi per un destino di gloria per Marduk, affinché egli sconfigga la progenitrice divina.

### Tavola IV

#### L'assemblea degli dei e le prove del dio Marduk: versi 1-34
Gli dei riuniti in assemblea decidono il destino del dio Marduk, un destino che lo pone alla loro guida consegnandogli la supremazia sul Cosmo:
(Tavola IV, vv. 7-18; Traduzione di Giovanni Pettinato)
Gli dei quindi chiedono a Marduk di far scomparire e poi riapparire una costellazione, Marduk supera questa prova e loro lo proclamano re, invitandolo a staccare la testa alla progenitrice divina Tiāmat.

#### Marduk si arma: versi 35-64
Marduk si prepara allo scontro con Tiāmat e si arma di arco e frecce, mazza e fulmini, lingue di fuoco avvolgono il suo corpo, con una rete intende catturare gli intestini della progenitrice divina. Dispone i quattro venti, dono del dio Anu, altri sette venti e tempeste crea, dispone i suoi quattro destrieri e il suo terribile carro. Si copre con un mantello che in realtà è una corazza. Sul suo capo pone lo splendore terrificante. Nella bocca serra un incantesimo e nella mano stringe una pianta contro il veleno di Tiāmat. Tutti gli dei si pongono al suo fianco.

#### Lo scontro tra Marduk e Tiāmat e l'uccisione della divina progenitrice: versi 65-134
Marduk solleva il Ciclone e lo scaglia contro Tiāmat accusandola di essere senza pietà contro i propri figli, anche se questi erano molesti. Accusa Tiāmat anche di aver privato Anu della sua dignità e di essere stata malvagia nei confronti del re degli dei, Anšar. Tiāmat scatena la sua rabbia cercando di inghiottire Marduk, ma quest'ultimo le getta addosso il Vento cattivo che le impedisce di chiudere la bocca. Così altri venti entrano nel suo intestino; Marduk scocca quindi la freccia fatale che lacera il ventre alla progenitrice divina, quindi le strappa gli intestini e le perfora il cuore. Uccisa Tiāmat, Marduk monta sul suo cadavere. Poi cattura l'esercito della divina progenitrice e, dopo averlo privato della Tavola dei Destini, annovera Kingu tra gli dei morti. Quindi taglia le vene di Tiāmat affinché il sangue scorra verso l'alto per comunicare al Cosmo la sua vittoria.

#### Marduk seziona il cadavere di Tiāmat per creare il mondo: versi 135-146
Marduk osserva il cadavere di Tiāmat (i-nu-úḫ-ma be-lum šá-lam-taš i-bar-ri: «Bel si riposò mentre ne studiava il cadavere» IV, 135), poi lo taglia in due, come un pesce essiccato (iḫ-pi-ši-ma ki-ma nu-un maš-ṭe-e a-na ši-ni-šu IV, 136). Con una parte crea il cielo, avendo cura di tendere la pelle affinché non cada l'acqua. Poi misura l'Apsû dove costruisce l'Ešarra e vi fa accomodare Anu, Enlil ed Ea, nei loro templi.

### Tavola V

#### L'opera di creazione del Cosmo da parte di Marduk: versi 1-76
Marduk crea le collocazioni stellari per gli dei, inserendo le stelle Lumašu (ú-ba-áš-šim man-za-za an DINGIR.DINGIR GAL.GAL/MUL.meš tam-šil-šu-nu lu-ma-ši uš-zi-iz: «Egli creò la postazione celeste per i grandi dei/ e vi applicò le stelle Lumašu, che sono il modello di tutte le (altre) stelle.» V, 1-2), limitandone i confini e stabilendo l'anno. Quindi indica la collocazione celeste di Neberu, decidendo in questo modo la distanza tra le stelle. Crea Nanna (il dio Luna, Sîn, Nanna-Suen) affidandogli la notte e incoronandolo, stabilendone il movimento che decide i giorni sulla Terra in coordinamento con il dio Sole (Šamaš). «La saliva di Tiāmat [...] /Marduk fece [...]/egli raccolse e ne fece nuvole» (V, 46-48). Quindi apre il cranio di Tiāmat riempiendone la cavità di acqua, e così facendo fa sgorgare dai suoi occhi i fiumi Tigri ed Eufrate. Nel petto della divina progenitrice predispone le montagne, poi piega la sua coda e la lega al Durmaḫ. Allo stesso modo ne dispone il sedere per ancorare il cielo. La restante metà di Tiāmat la stende e la rende Terra. Compiuta l'opera con Tiāmat, Marduk fece venire ad essere "il tutto". Rinnovata la creazione, Marduk stabilisce le regole e le affida al padre Ea. Dona la Tavola dei destini ad Anu (V, 70). Le undici creature di Tiāmat vengono da Marduk catturate: distrutte le loro armi e incatenati i loro piedi, predispone le loro immagini che appende come monito all'ingresso dell'Apsû.

#### L'intronizzazione di Marduk: versi 77-116
Il giubilo degli dei per la vittoria di Marduk è grande. Accorrono festosi. Anšar proclama Marduk "re vincitore" (v.79).
(Tavola V, vv. 85-88)
(Tavola V, vv. 107-112)

#### Babilonia: versi 117-156
Marduk parla ai suoi progenitori divini e gli comunica l'intenzione di edificare la sua casa sopra l'Apsû e sotto il Cielo. Lì, in mezzo, egli vuole costruire la sua casa e intende chiamarla Babilonia, "la casa dei grandi dei" (verso 129: lubbīma šumšu Bābilim bītāt ilānim rabiūtim), e lì intende organizzare la sua festa.

### Tavola VI

#### La creazione dell'uomo: versi 1-44
Ottenuta l'approvazione degli dei, Marduk concepisce cose meravigliose. Parla con Ea e gli comunica l'intenzione di creare Lullu (dal sumerico: LU2.LU7, LÙ.U18/19.LU, il "primo uomo") e chiamarlo "uomo" (verso 6: lušzizma Lullâ lū amēlu šumūšu), coagulando il suo sangue e formandogli le ossa. Marduk vuole creare Lullu, l'uomo, affinché gli sia destinata la fatica che prima competeva agli dei. Ea gli risponde che uno degli dei deve perire per poter creare l'uomo, allora Marduk, re degli dei, convoca gli Anunnaki e gli chiede chi abbia aizzato Tiāmat provocando la guerra divina; gli Igigi gli rispondono che è stato Kingu e conducono, legato, lo sposo di Tiāmat al cospetto di Ea, quindi gli aprono le vene: con il sangue di Kingu Ea crea l'umanità addossando a quest'ultima il lavoro che prima spettava agli dei. Marduk suddivide quindi gli dei: 300 Anunnaki stabilisce nel Cielo, 300 li organizza per far funzionare la Terra (versi 41-44).

#### Gli Anunnaki costruiscono Babilonia: versi 45-120
Gli Anunnaki intendono mostrare riconoscenza a Marduk per averli liberati dal pericolo. Per questa ragione Marduk li invita a costruire la città di Babilonia. Gli Anunnaki impugnano allora le zappe e fabbricano i mattoni, costruiscono la cima di Esagila e la grande Ziggurat, realizzando infine i santuari. Quindi i 300 Igigi del cielo e i 600 dell'Apsû lì si raccolgono tutti. Marduk organizza un banchetto con i cinquanta dei maggiori, invitandoli a permanere gioiosamente in Babilonia, la loro residenza (annam Babīli šubat narmēkun nugā ašruššu ḫidūtāšu tišbāma); di rimando gli dei gli conferiscono la regalità, ricordando:
(Tavola VI, vv. 119-120)

### Tavole VI e VII

#### I cinquanta nomi di Marduk (Tavola VI: 121-166; Tavola VII: 1-144)
Gli dei riuniti in assemblea decidono di pronunciare i 50 nomi del re degli dei Marduk.
1. Marduk: così lo chiamò il padre Anu fin dalla nascita.
2. Marukka: è il dio che li ha creati, dando pace agli dei.
3. Marutukku: sostegno del paese, della città e delle popolazioni.
4. Maršakušu: portato all'ira, ma pur sempre tollerante.
5. Lugal-dimmer-ankia: è il nome con cui ci rivolgiamo a lui, "re degli dei di cielo e terra".
6. Nari-lugal-dimmer-ankia: si prende cura degli dei.
7. Asallūḫi: è spirito protettivo per dio e paese.
8. Asallūḫi-namtila: ancora una volta lo si chiama dio che dona la vita.
9. Asallūḫi-namru: ancora per la terza volta, il dio che purifica la nostra condotta. Così lo indicarono Anšar, Laḫmu e Laḫamu.
10. Asari: che crea il terreno agricolo, l'orzo e le piante, che fa crescere l'erba.
11. Asar-alim: il suo consiglio è stimato e ben accolto, gli dei lo seguono e lo temono.
12. Asar-alim-nuna: il venerato, che guida le decisioni di Anu, Enlil ed Ea.
13. Tutu: egli organizza il loro rinnovo e può purificare i loro santuari.
14. Tutuzi'ukkinna: creò per gli dei il puro cielo, stabilendo le loro postazioni.
15. Tutuziku: il dio del soffio benefico che opera la purificazione.
16. Tutu'agaku: il misericordioso nel cui potere è la resurrezione.
17. Tutuku: colui che ha estirpato ogni male con il suo scongiuro.
18. Šazu: colui che non fa fuggire i malvagi e che ha diffuso la verità.
19. Šazu-Zisi: colui che piega gli aggressori.
20. Šazu-Suḫrim: colui che cancellò i nemici con le armi.
21. Šazu-Suḫgurim: sradicò i nemici, cancellandone la discendenza.
22. Šazu-Zaḫrim: cancella i ribelli e i disobbedienti.
23. Šazu-Zaḫgurim: annientò i nemici.
24. Enbilulu: signore che fornisce la ricchezza, che tiene in ordine i pascoli, che mette in funzione i canali e li fornisce d'acqua.
25. Enbilulu'epadun: signore delle pianure e dei canali.
26. Enbilulu-Gugal: signore dei canali, signore dell'abbondanza e dei grandi raccolti.
27. Enbilulu-Ḫegal: che fa accumulare ricchezza agli uomini, fa crescere le piante assicurando verdura grassa.
28. Sirsir: colui che spogliò con le sue armi il cadavere di Tiāmat.
29. Sirsir-Malaḫ: Tiāmat era la sua nave ed egli era il marinaio.
30. Gilim: colui che crea in continuazione cumuli di grano, dona seme al paese, procura greggi.
31. Gilimma: rese forte il legamo tra gli dei, rese saldo il paese.
32. Agilimma: controlla l'inondazione, procura la neve, creò la terra sull'acqua, rendendo stabile il cielo.
33. Zulum: amministra i santuari, distribuendo terreno da pascolo per gli dei.
34. Mummu: ha creato il cielo e la terra, protegge i fuggiaschi. Anche Zulum'ummu, che non trova eguali tra gli dei.
35. Gišnumunab: creatore degli uomini, annientando gli dei vicini a Tiāmat con le loro parti ha fatto gli uomini.
36. Lugalabdubur: ha strappato le armi a Tiāmat, il suo fondamento è ovunque sicuro.
37. Papgalgu'enna: dalla forza eccelsa, il più nobile fra gli dei.
38. Lugaldurmaḫ: infinitamente superiore agli altri dei, signore di Durame.
39. Aranunna: consigliere di Ea.
40. Dumuduku: colui che rinnova Duku, il suo puro luogo.
41. Lugalšuʾanna: Forza di Anu, re sublime tra gli dei.
42. Irugga: che ha derubato in mezzo ai mari, onnicomprensivo nella saggezza.
43. Irkingu: che ha derubato Kingu, stabilendo il proprio dominio.
44. Kinma: guida e consiglio degli dei; davanti a lui gli dei si piegano impauriti come di fronte alla tempesta.
45. Dingiresiskur ((Diĝir)-e-siskur): possa sedersi sul trono nella casa della benedizione, grazie a lui sono state create le regioni delle Teste Nere, oltre a lui nessun dio conosce il numero dei loro giorni.
46. Girru: grande intelligenza, durante lo scontro con Tiāmat creò cose meravigliose.
47. Addu: copre il cielo e tuona sulla terra con la sua voce armoniosa.
48. Ašāru: cura i destini degli dei e controlla la condotta degli uomini.
49. Neberu: è la sua stella che brilla nel firmamento, luogo dove ha preso il posto del solstizio.
50. Bêl Mātāti (Signore dei paesi): creatore dei cieli e della terra, l'Enlil lo definì così, "Signore dei paesi".

Con questi cinquanta nomi i grandi dei appellarono Marduk.
La VII e ultima tavola dell'Enūma eliš, sottolinea:
(Tavola VII, vv. 145-150)
Concludendo:
(Tavola VII, vv. 161-162; traduzione di Giovanni Pettinato)

## L'utilizzo cultuale: la festa di Akītu
L'Enūma eliš è quindi l'apoteosi del dio poliade di Babilonia, Marduk, nella sua più alta espressione teologica. Marduk, con questo poema religioso, assurge al divino cielo più alto della Mesopotamia. L'Enūma eliš veniva recitato, o forse cantato, durante l'Akītu, la festa di inizio del Nuovo Anno di Babilonia, segnatamente il quarto giorno degli undici prescritti, nel mese di Nisān. L'Akītu, festa attestata in area mesopotamica già in epoca pre-sargonica e fino al III secolo d.C., era la festa babilonese più importante e poteva essere celebrata solo alla presenza del suo re. Il culmine della festività consisteva in una lunga processione che trasportava le statue di Marduk e di suo figlio Nabû, quest'ultima giunta da Borsippa, sede del suo culto.